# Auf der Reeperbahn nachts um halb eins (Lied)
Auf der Reeperbahn nachts um halb eins ist ein Walzerlied, das von Ralph Arthur Roberts 1912 für die von ihm selbst inszenierte Revue Bunt ist die Welt komponiert und getextet wurde.
Der Text handelt vom Nachtleben auf der Reeperbahn im Hamburger Stadtteil St. Pauli. Das Lied wurde unter anderem durch die Verwendungen in den Filmen Große Freiheit Nr. 7 (1944) und Auf der Reeperbahn nachts um halb eins (1954) populär.
Der Titel des Liedes ist namensgebend für mehrere Filme:
- Auf der Reeperbahn nachts um halb eins, 1929, Regie Fred Stranz
- Auf der Reeperbahn nachts um halb eins, 1954, Regie Wolfgang Liebeneiner, u. a. mit Hans Albers
- Auf der Reeperbahn nachts um halb eins, 1969, Regie Rolf Olsen (Remake)

Neben Hans Albers coverte auch Freddy Quinn das Lied sehr erfolgreich.
Marlene Dietrich singt eine englische Version mit dem Titel I May Never Go Home Anymore (Text von Jack Brooks) in dem Film Zeugin der Anklage.

## Text
Silbern klingt und springt die Heuer,

Heut’ speel ick dat feine Oos.

Heute da ist mir nichts zu teuer,

Morgen geht ja die Reise los.

Langsam bummel ich ganz alleine

Die Reeperbahn nach der Freiheit ’rauf,

Treff ich eine recht blonde, recht feine,

Die gabel ich mir auf.

Komm doch, liebe Kleine, sei die meine, sag’ nicht nein!

Du sollst bis morgen früh um neune meine kleine Liebste sein.

Ist dir’s recht, na dann bleib’ ich dir treu sogar bis um zehn.

Hak’ mich unter, wir woll’n jetzt zusammen mal bummeln geh’n.

Auf der Reeperbahn nachts um halb eins,

Ob du’n Mädel hast oder auch kein’s,

Amüsierst du dich,

Denn das findet sich

Auf der Reeperbahn nachts um halb eins.

Wer noch niemals in lauschiger Nacht

Einen Reeperbahnbummel gemacht,

Ist ein armer Wicht,

Denn er kennt dich nicht,

Mein St. Pauli, St. Pauli bei Nacht.

Kehr ich heim im nächsten Jahre,

Braungebrannt wie’n Hottentott;

Hast du deine blonden Haare

Schwarz gefärbt, vielleicht auch rot,

Grüßt dich dann mal ein fremder Jung’,

Und du gehst vorüber und kennst ihn nicht,

Kommt dir vielleicht die Erinnerung wieder,

Wenn leis’ er zu dir spricht:

Komm doch, liebe Kleine, sei die meine, sag’ nicht nein!

Du sollst bis morgen früh um neune meine kleine Liebste sein.

Ist dir’s recht, na dann bleib’ ich dir treu sogar bis um zehn.

Hak’ mich unter, wir woll’n zusammen mal bummeln geh’n.

Auf der Reeperbahn nachts um halb eins,

Ob du’n Mädel hast oder hast kein’s,

Amüsierst du dich,

Denn das findet sich

Auf der Reeperbahn nachts um halb eins.

Wer noch niemals in lauschiger Nacht

Einen Reeperbahnbummel gemacht,

Ist ein armer Wicht,

Denn er kennt dich nicht,

Mein St. Pauli, St. Pauli bei Nacht.
Fassung von Hans Albers

## Parodien
Das Lied wurde mehrere Male parodiert:
- Mike Krüger (1970er): Auf der Autobahn nachts um halb eins[4]
- Erste Allgemeine Verunsicherung: Auf der Nepperbahn[5]
- Muff Potter: Auf der Bordsteinkante (nachts um halb eins)
- Duo Hossa: Auf Mallorca nachts um halb vier

Vom Liedtitel leitet sich auch der Titel des Gesellschaftsspiels Auf der Reeperbahn nachts um halb zwei ab.